# 杜甫仁科电影制片厂
杜輔仁科攝影棚（烏克蘭語：Національна кіностудія художніх фільмів імені О. Довженка）是前蘇聯的一家電影園區，位於烏克蘭，公司名稱取自於烏克蘭電影製作人亚历山大·杜甫仁科，創建於1957年。蘇聯解體之後，該園區成為烏克蘭政府財產。

## 外部連結
- 互联网电影数据库上Dovzhenko Film Studios (Soviet studio)的资料（英文）
- （俄文） Non-official site of Olexandr Dovzhenko Film Studios （页面存档备份，存于）
- （英文） Official site of Olexandr Dovzhenko Film Studios